# Rubens Sevilha
Rubens Sevilha OCD (* 29. September 1959 in Tarabaí) ist ein brasilianischer Ordensgeistlicher und römisch-katholischer Bischof von Bauru.

## Leben
Rubens Sevilha trat der Ordensgemeinschaft der Unbeschuhten Karmeliten am 3. Februar 1980 bei, legte die Profess am 24. März 1984 ab und empfing am 19. Oktober 1985 die Priesterweihe.
Papst Benedikt XVI. ernannte ihn am 21. Dezember 2011 zum Titularbischof von Idassa und zum Weihbischof in Vitória. Die Bischofsweihe spendete ihm der Erzbischof von Vitória, Luiz Mancilha Vilela SSCC, am 18. März des nächsten Jahres; Mitkonsekratoren waren Gil Antônio Moreira, Erzbischof von Juiz de Fora, und Tarcísio Scaramussa SDB, Weihbischof in São Paulo. Als Wahlspruch wählte er TRANSIVIT BENEFACIENDO.
Papst Franziskus ernannte ihn am 28. März 2018 zum Bischof von Bauru.